# Stéphane Henchoz
Stéphane Henchoz (Billens-Hennens, Švicarska, 7. rujna 1974.) je bivši švicarski nogometaš i nacionalni reprezentativac. Najznačajniji dio igračke karijere proveo je kao branič Liverpoola dok je sa švicarskom reprezentacijom nastupio na dva europska prvenstva (1996. i 2004.).

## Karijera

### Klupska karijera
Henchoz je nogometnu karijeru započeo 1992. u Neuchâtel Xamaxu da bi ga 1995. kupio njemački bundesligaš HSV u kojem je proveo dvije sezone.
U lipnju 1997. je odbio ponudu Manchester Uniteda te je radije potpisao za Blackburn Rovers koji ga kupuje od HSV-a za tri milijuna funti. Odabrao je slabiji klub jer je u njemu izborio mjesto u prvom sastavu te je pružio dobre igre. Nakon što je Blackburn krajem sezone 1998./99. ispao iz Premier lige, igrača dovodi Liverpool za 3,5 milijuna funti.
I u Liverpoolu je Stéphane Henchoz bio standardni igrač tijekom pet i pol godina koliko je proveo na Anfieldu. Zajedno s finskim suigračem Samijem Hyypiom je činio snažan obrambeni par u klubu a to partnerstvo je imalo snažnu ulogu 2001. godine kada je klub osvojio čak pet različitih kupova: Liga kup, FA Kup, Kup UEFA, FA Charity Shield i Superkup Europe. Henchoz se posebice istaknuo u utakmici finala FA Kupa kada je blokirao udarac Arsenalovog napadača Thierryja Henryja.
Tijekom posljednje dvije sezone u klubu, Henchoz je imao problema s ozljedama tako da je trener Gérard Houllier preferirao Igora Bišćana kao središnjeg braniča zbog čega se švicarski nogometaš prilagođavao novoj poziciji desnog beka. Tako je prekinuto partnerstvo Henchoz-Hyypiä u sredini obrane što je rezultiralo Liverpoolovim četvrtim mjestom u prvenstvu tijekom sezone 2003./04.
Nakon što je Rafael Benítez zamijenio Gérarda Houlliera za novog trenera Redsa, stvoren je novi branički tandem Carragher-Hyypiä zbog čega je Stéphane igrao jako malo. Zbog toga je početkom 2005. godine napustio klub te prešao u škotski Celtic s kojim je potpisao ugovor do kraja tekuće sezone.
Istekom ugovora Henchoz se vraća u Premiership gdje postaje član Wigan Athletica. U dvije sezone koliko je proveo u novom klubu, igrač je između ostalog nastupio i u finalu engleskog Liga kupa protiv Manchester Uniteda. U njemu su Crveni vragovi pobijedili s visokih 4:0.
2006. godine uslijedio je povratak u Blackburn Rovers u kojem je igrao dvije sezone nakon čega je 18. listopada 2008. objavio prekid igračke karijere.

### Reprezentativna karijera
Henchoz je sa Švicarskom nastupio na dva europska prvenstva: 1996. u Engleskoj i 2004. u Portugalu. Očekivalo se da će biti uvršten i na popis reprezentativaca za Svjetsko prvenstvo 2006. u Njemačkoj ali nije zbog zdravstvenih razloga. Zbog toga je 31. ožujka 2006. objavio kraj nastupa za reprezentaciju.

## Osvojeni trofeji

### Klupski trofeji
| Klub      | Trofej            | Godina   |
| Engleska  | Engleska          | Engleska |
| --------- | ----------------- | -------- |
| Liverpool | Engleski Liga kup | 2001.    |
| Liverpool | FA Kup            | 2001.    |
| Liverpool | Kup UEFA          | 2001.    |
| Liverpool | Community Shield  | 2001.    |
| Liverpool | Superkup Europe   | 2001.    |
| Liverpool | Engleski Liga kup | 2003.    |
| Škotska   |                   |          |
| Celtic    | Škotski kup       | 2005.    |

## Vanjske poveznice
- National Football Teams.com